# Axel Riederer
Axel Riederer (* 21. Juni 1944 in Berlin) ist ein deutscher Ingenieur und Politiker (SPD). Er war von 1995 bis 1999 Abgeordneter im Abgeordnetenhaus von Berlin.

## Leben
Axel Riederer studierte von 1963 bis 1968 an der Universität Rostock mit Abschluss als Diplom-Ingenieur. Von 1969 bis 1981 war er wissenschaftlicher Mitarbeiter am Zentralinstitut für Mathematik und Mechanik der Akademie der Wissenschaften der DDR. Dort wurde er 1978 bei Joachim Förste mit einer Dissertation Zur numerischen Berechnung und Verifikation dreidimensionaler Geschwindigkeits- und Temperaturfelder in elektrisch beheizten Glasschmelzwannen zum Dr.-Ing. promoviert.
Später war er im Bereich Informationstechnik am Krankenhaus Friedrichshain tätig.

## Partei und Politik
Riederer trat 1989 in die SPD ein und war ab 1992 Vorsitzender der SPD Weißensee. Ins Berliner Abgeordnetenhaus, dem er für eine Legislaturperiode angehörte, zog er 1995 über die Bezirksliste Weißensee ein.